# Vojtěch Štěpán
Vojtěch Štěpán (* 8. června 1985, Morašice) je český fotbalový záložník. V nejvyšší české fotbalové soutěži nastoupil do 186 zápasů. Od července 2019 působí v klubu TJ Sokol Morašice, kde začínal svou fotbalovou kariéru.

## Klubová kariéra

### Mládežnické kluby
Svoji fotbalovou kariéru začal v Sokolu Morašice, odkud v průběhu mládeže přestoupil v roce 1995 do Jiskry Litomyšl a následně o 6 let později do Sigmy Olomouc.

### Dospělé kategorie
V létě 2004 zamířil bez jediného startu v seniorské kategorii na hostování do Letohradu hrajícího ČFL. Před sezonou 2005/06 odešel hostovat do Hradce Králové. Na podzim 2006 již hrál za A-tým Olomouce, jaro strávil na hostování v Jablonci. V letech 2010-2012 hostoval podruhé v Hradci Králové a před ročníkem 2012-2013 do klubu přestoupil. Ve 20. kole Gambrinus ligy 17. března 2013 vstřelil gól proti Spartě Praha, ale na vítězství to nestačilo, Hradec Králové prohrál doma 1:2. Byl to jeho první gól v sezóně 2012/13. V létě 2013 odešel na hostování do pražské Slavie, kde působil do konce roku a nastoupil v 10 ligových zápasech (branku nevstřelil). V lednu 2014 podepsal Baník Ostrava. V létě 2015 mu skončila v Baníku smlouva a hráč začal přípravu s Olomoucí, protože mu Ostrava nový kontrakt nenabídla. 25. června 2015 podepsal se Sigmou Olomouc dvouletý kontrakt.
V lednu 2017 přestoupil do FC Olympia Hradec Králové, se kterou vyhrál Českou fotbalovou ligu (klub následně převedl práva na 2.ligu na úplně nový subjekt FK Olympia Praha). Od sezony 2017/18 pokračoval v Divizi C, v klubu FK Kratonohy. Před sezonou 2018/19 změnil dres v rámci divize a zamířil do Vysokého Mýta. V létě 2019 přestoupil do TJ Sokol Morašice, kde s kariérou začínal.

## Reprezentační kariéra
Vojtěch Štěpán odehrál 7 zápasů za reprezentaci ČR U17 a 2 zápasy za reprezentaci ČR U18.